# Сан Фортунато (Анкона)
Сан Фортунато (итал. San Fortunato) насеље је у Италији у округу Анкона, региону Марке.
Према процени из 2011. у насељу је живело 71 становника. Насеље се налази на надморској висини од 386 м.